# Wspólnota administracyjna Schirgiswalde
Wspólnota administracyjna Schirgiswalde (niem. Verwaltungsgemeinschaft Schirgiswalde) – była wspólnota administracyjna w Niemczech, w kraju związkowym Saksonia, w okręgu administracyjnym Drezno, w powiecie Budziszyn. Siedziba wspólnoty znajdowała się w mieście Schirgiswalde.
Wspólnota administracyjna zrzeszała jedną gminę miejską oraz dwie gminy wiejskie: 
- Crostau
- Kirschau
- Schirgiswalde - miasto

1 stycznia 2011 w wyniku reformy administracyjnej, wspólnota została rozwiązana, a trzy gminy utworzyły nowe miasto Schirgiswalde-Kirschau.